# Menir de Monte do Trigo
O Menir de Monte do Trigo é um monumento megalítico, situado no concelho de São Brás de Alportel, na região do Algarve, em Portugal.

## História e descrição
Consiste num menir em calcário, sendo principalmente de forma cilíndrica e cónica, representando sensivelmente um falo. Localiza-se na área de Machados, nas imediações da Estrada Nacional 2. Encontrava-se originalmente disposto na vertical, no topo de uma colina, mas depois terá tombado e caído pela vertente.
Segundo o arqueólogo António Faustino de Carvalho, fazia parte de um conjunto maior de menires, que incluía «mais três ou quatro peças», tendo sido o único exemplar que se conservou num estado quase inteiro, enquanto que os outros encontram-se num estado de degradação muito avançado, estado algumas «reduzidas a fragmentos com cerca de 30 ou 40 centímetros». Explicou que o grau de destruição dos outros exemplares poderá ter sido devido ao «aproveitamento das pedras que existem nos locais, que são partidas para fazer muros de divisão de propriedades, para fazer valados, para fazer outro tipo de estruturas rurais», situação que era «muito comum nas paisagens do nosso país do Minho ao Algarve». Em contraste, o menir do Monte do Trigo «teve a sorte de estar parcialmente coberto com terra e, como é volumoso, terá resistido mais à ação humana e à ação do tempo».
O menir terá mais de 5500 anos de idade, estando provavelmente integrado no período neolítico. Era provavelmente utilizado como um marco de território, assinalando a região que era controlada pelas populações que o ergueram, enquanto que a sua forma fálica indica que também teria funções cerimoniais, simbolizando a fertilidade tanto do próprio solo como do gado e das pessoas.
Foi descoberto em Junho de 2021 por um habitante do concelho, que estava à procura de fósseis. Posteriormente, a autarquia assinou um protocolo com a Direcção Regional da Cultura do Algarve e a Universidade do Algarve, no sentido de serem feitos trabalhos arqueológicos no local. Estes foram feitos em Agosto de 2023, e tinham como finalidade fazer «a escavação de várias sondagens, uma destas junto ao achado, para busca de outros vestígios relacionados com o mesmo», além da análise e o levantamento da área em redor, «de forma a documentar este espaço e verificar a eventual presença de outros monumentos similares». Foram coordenados pelo professor António Faustino Carvalho da Universidade do Algarve. Segundo o investigador, esta não era a único peça deste tipo na área, tendo sido encontrados os vestígios de «mais duas ou três que estão em muito mau estado e muito fragmentadas». Afirmou ainda que «Não sabemos se estavam alinhados ou o seu propósito», tendo avançado a hipótese deste local ter sido de culto para as primeiras comunidades neolíticas. Referiu igualmente que foi «a primeira escavação arqueológica de sempre da história do concelho de São Brás de Alportel», além de ser o primeiro menir em calcário e com traços típicos no neolítico na região do Sotavento algarvio, tendo-o por este motivo considerado como «um achado sumamente interessante à escala regional». Esclareceu também que «este tipo de menir, pela sua forma, pela matéria de que é feito, o calcário, pelas suas dimensões, pela sua morfologia geral, é exatamente igual às dezenas de menires que conhecemos no Barlavento, no extremo ocidental do Algarve», mais precisamente em «Aljezur, Vila do Bispo, Lagos, Lagoa», não sendo conhecidos até então quaisquer exemplares deste tipo fora dos quatro concelhos, pelo que «estar aqui, quase no coração do Sotavento, foi muito estranho para mim, eu cheguei a duvidar que pudesse efetivamente ser um menir do período Neolítico». Explicou que no Sotavento existem vários menires semelhantes, como o do Cerro das Pedras e o conjunto do Lavajo, embora não totalmente iguais, uma vez que «são feitos noutras rochas, têm outras configurações, que são mais ou menos troncocónicas, prismáticas ou de morfologias irregulares, não com esta morfologia fálica», além que pertencem a «um período mais tardio da Pré-História, do período Calcolítico ou Idade do Cobre, têm cerca de 5000 anos». Faustino Carvalho comentou igualmente que «estas primeiras comunidades neolíticas» ainda estavam «muito mal estudadas nesta metade oriental da nossa região».
Esta campanha arqueológica faz parte de um programa de investigação sobre o património histórico e arqueológico do concelho, aprovado pela Direcção-Geral do Património Cultural, e que contou com o apoio da autarquia.